# Monte Ceppo
Il monte Ceppo è un sito di interesse comunitario della Regione Liguria istituito con Decreto Ministeriale 25 marzo 2005, ai sensi della Direttiva 92/43/CEE (Direttiva Habitat).
Comprende un'area di 3014 ettari complessivi, di cui 859 ha nel bacino, nel territorio del comune di Bajardo, in Provincia di Imperia.
Nel SIC è ricompresa anche la zona di protezione speciale (ZPS) detta “ Ceppo Tomena”.

## Habitat
Gli habitat rappresentati sono:
- foreste mediterranee caducifoglie di Castanea sativa
- faggete del Luzolo-Fagetum
- foreste di conifere delle montagne mediterranee e macaronische
- pinete mediterranee di pini mesogeni endemici
- formazioni erbose mesofile con praterie da fieno a latitudine ridotta
- formazioni aride erbose seminaturali con facies coperti da cespugli.

## Flora
Il sito è caratterizzato dalla foresta demaniale regionale del monte Ceppo a faggeta, di grande pregio, alternate alle pinete endemiche a Pinus mugo e a Pinus leucodermis, mentre sono quasi scomparse le pinete di minor pregio a pino marittimo (Pinus pinaster), per incendi o fitopatie (Matsococcus feytaudii, Thaumetopoea pityocampa) e per rimboschimenti inidonei. 
Nei boschi sono presenti anche il castagno, il carpino e l'orniello, mentre tra la vegetazione ripariale di fondovalle compare l'ontano.
Nelle aree prative compaiono almeno una dozzina di specie di orchidee, alcune di interesse internazionale; tra le altre specie floristiche di rilievo figurano la Genziana ligure (Gentiana ligustica) e la Meleagride ligure-provenzale (Fritillaria involucrata),  Leucanthemun discoideum e Carex tendae.